# Canton (Massachusetts)
Canton è un comune (town) degli Stati Uniti d'America della contea di Norfolk nello Stato del Massachusetts. La popolazione era di 21 561 abitanti al censimento del 2010. Canton fa parte della Greater Boston, e si trova circa 15 miglia (24 km) a sud-ovest dal centro di Boston.

## Geografia fisica
Secondo lo United States Census Bureau, la città ha una superficie totale di 50,8 km², dei quali 48,68 km² di territorio e 2,11 km² di acque interne (4,16% del totale).

## Storia
Canton fu ufficialmente incorporata il 23 febbraio 1797 per distacco dalla città di Stoughton. Il nome "Canton" fu suggerito da Elijah Dunbar e proviene dalla convinzione che l'omonima città della Cina era sul lato opposto della Terra (antipodale). Oltre ad essere un prominente cittadino di Canton, Elijah Dunbar fu il primo presidente della Stoughton Musical Society dal 1786 al 1808. Oggi si chiama Old Stoughton Music Society, ed è la più antica società corale negli Stati Uniti.

## Società

### Evoluzione demografica
Secondo il censimento del 2010, la popolazione era di 21 561 abitanti.

### Etnie e minoranze straniere
Secondo il censimento del 2010, la composizione etnica della città era formata dall'84,75% di bianchi, il 6,32% di afroamericani, lo 0,11% di nativi americani, il 6,12% di asiatici, lo 0,01% di oceanici, lo 0,99% di altre etnie, e l'1,7% di due o più etnie. Ispanici o latinos di qualunque etnia erano il 2,76% della popolazione.